# نیک وایتهد
نیک وایتهد (انگلیسی: Nick Whitehead; ۲۹ مهٔ ۱۹۳۳ – ۶ اکتبر ۲۰۰۲) ورزشکار دو و میدانی اهل بریتانیا بود.